# Bacalhau

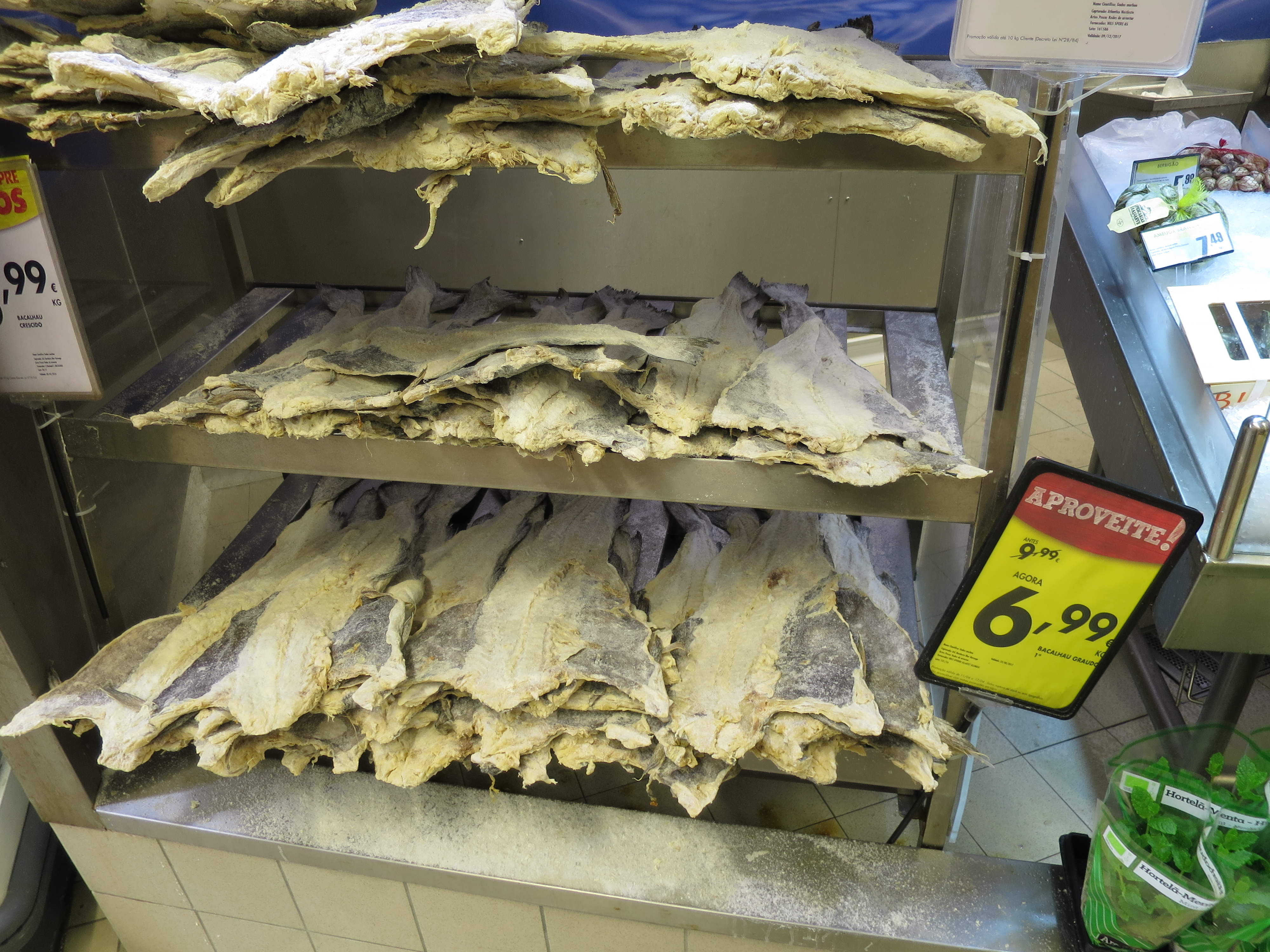
Bacalhau, Lissabon

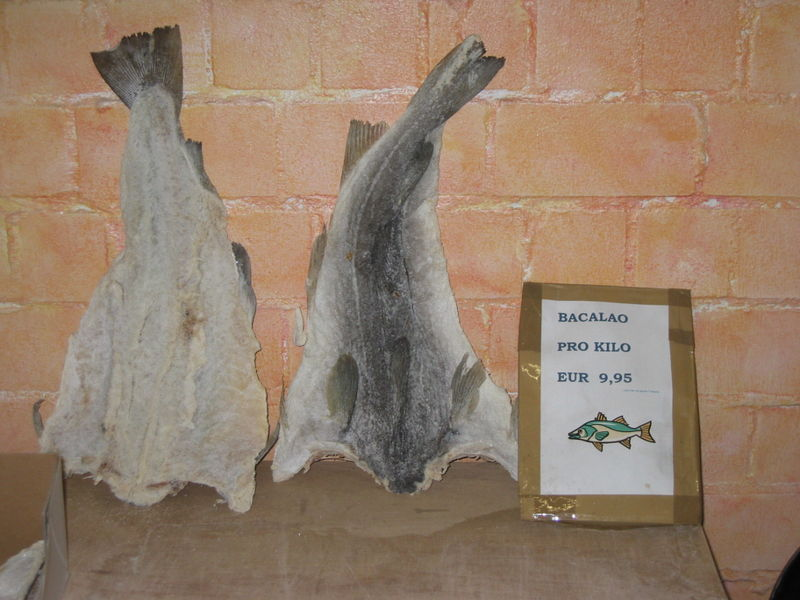
Bacalao in spanischem Supermarkt

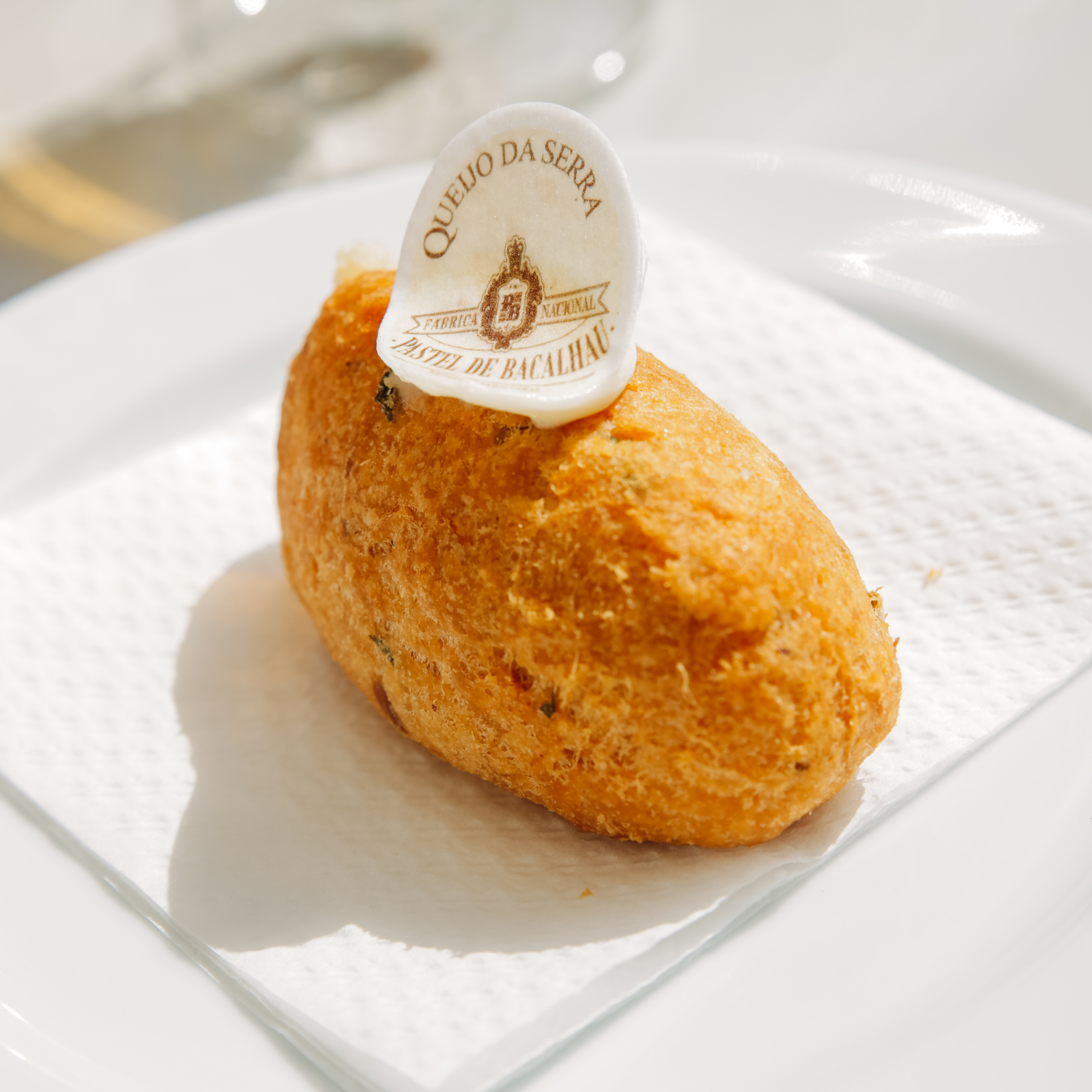
Pastel de Bacalhau, Lissabon

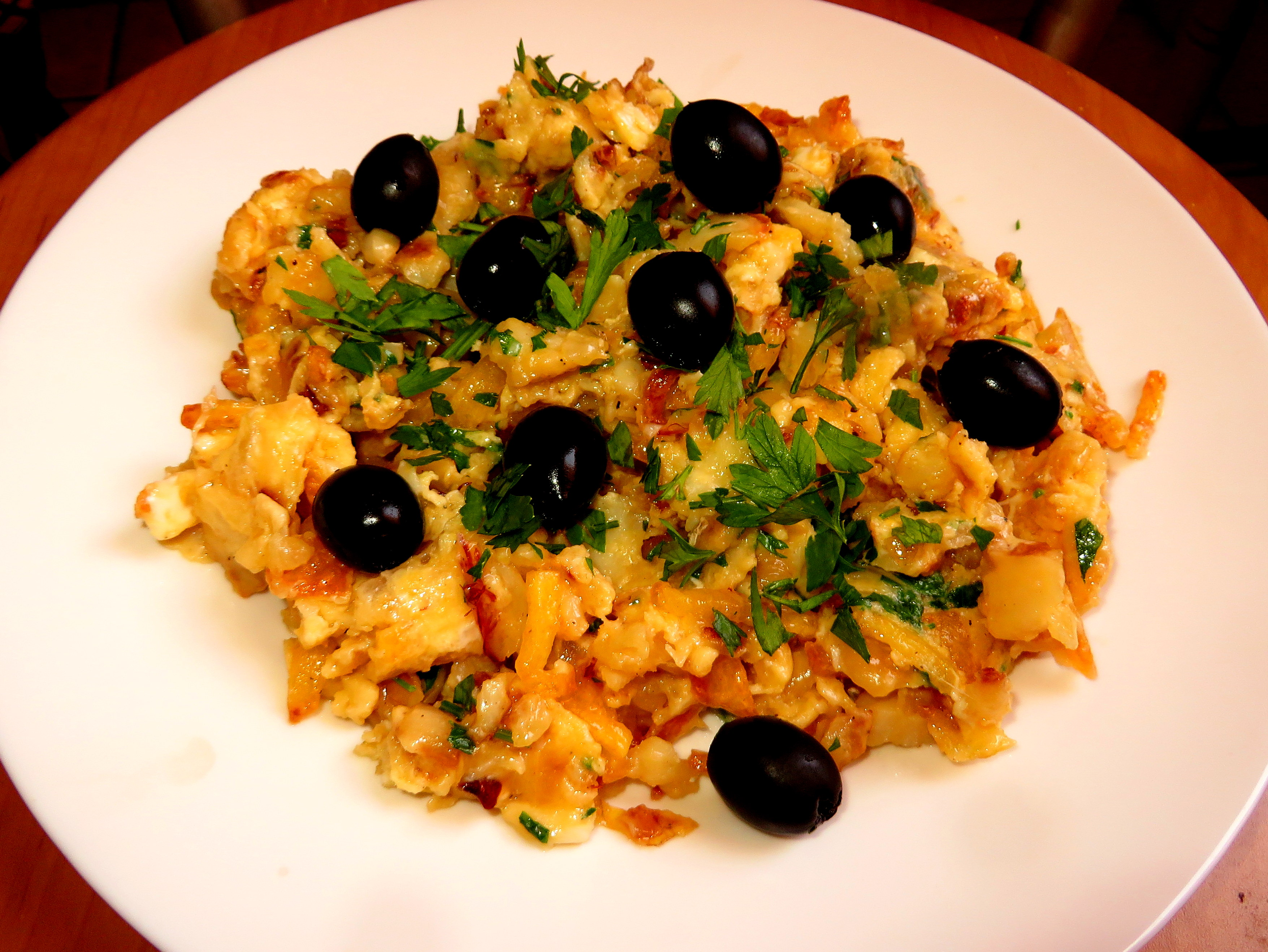
Bacalao à Braz

Bacalhau ist die traditionell in Portugal und Brasilien verbreitete Zubereitung eingesalzenen Kabeljaus, einer Form des Klippfischs. In Spanien sind sehr ähnliche Zubereitungen unter dem Namen Bacalao verbreitet. In Kroatien sind unter dem Namen Bakalar ebenfalls zahlreiche ähnliche Zubereitungen verbreitet, die im mediterranen Teil Kroatiens insbesondere zur Heiligabendtradition gehören. In Italien wird der Klippfisch Baccalà genannt und es gibt zig Rezepte in ganz Italien, indem er, gerade in der Weihnachtszeit, als Gericht auf dem Tisch kommt.
Das Nationalgericht Bacalhau zählt zu den nationalen portugiesischen Symbolen, so wie der Fado oder das Heiligtum von Fátima, wird in Literatur, Bildender Kunst, Theater, Film und Photographie vielfach thematisiert. Der Verweis auf die Tradition des Bacalhau dient vielfach auch der Selbstvergewisserung der Portugiesen als Seefahrernation.

## Geschichte
Portugiesische Fischer übernahmen um das Jahr 1500 (wie auch Fischer aus England, der Bretagne und der Normandie) die Technik der Fischkonservierung mithilfe von Salz, die von Fischern aus dem Baskenland entwickelt worden war. Die europäischen Fischer steuerten jedes Jahr die fischreichen Gewässer der Neufundlandbank im Nordatlantik an, um Kabeljau zu fischen und vor Ort in behelfsmäßig errichteten Hütten einzusalzen. In den darauffolgenden Jahrhunderten verloren die Portugiesen jedoch den Zugang zu den Fischgründen, die nun von England, das Neufundland kolonisiert hatte, beherrscht wurden. Portugal begann, den eingesalzenen Kabeljau, der ein Alltagsgericht für große Teile der Bevölkerung darstellte, stattdessen zu importieren. Erst seit Mitte des 18. Jahrhunderts entwickelte sich Bacalhau zu einer Speise, die auch die gehobenen Schichten, besonders in Fastenzeiten, nachfragten. Es wurden verschiedene Bacalhauqualitäten unterschieden, die sich nach Salzgehalt und Farbton richteten.
Nachdem der Bacalhau jahrhundertelang importiert worden war, kehrten die portugiesischen Fischer im 19. Jahrhundert zur Neufundlandbank zurück. Etwa zur gleichen Zeit kam die Vorstellung einer besonderen portugiesischen Bacalhau-Tradition auf, die zunächst als Tradition der Fischerei verstanden wurde, und den Anspruch der Portugiesen, vor Neufundland Kabeljau zu fischen, historisch begründen und untermauern sollte. Dieser Kabeljau wurde an Bord eingesalzen und dann „grün“ in den portugiesischen Häfen Lissabon, Figueira da Foz und Aveiro angelandet und dort getrocknet.
Ende des 19. und zu Anfang des 20. Jahrhunderts stiegen der Bacalhau und dessen Zubereitung zum Nationalgericht auf. Die Bacalhau-Tradition entwickelte sich zum Ausgangspunkt einer portugiesischen Nationalküche mit sprichwörtlich tausend verschiedenen Rezepten, die seit dem 20. Jahrhundert einen prominenten Platz in portugiesischen Kochbüchern einnehmen. Der Bacalhau als portugiesisches Grundnahrungsmittel und die glorreiche Rückkehr zu den Fischgründen im Nordatlantik wurden in der Folge mythisch überhöht und propagandistisch ausgeschlachtet. Auch portugiesische Diaspora-Communities weltweit halten bis heute am Bacalhau als verbindendem Element mit der portugiesischen Heimat fest. Im Jahr 2011 existierten weltweit 55 Bacalhau-Akademien, die sich der Bewahrung dieses kulinarischen Erbes widmen – die erste wurde 1968 in Johannesburg gegründet. Obwohl die Bedeutung des Bacalhau durch neue Konservierungsmethoden und generell gestiegenen Lebensstandard als Alltagsgericht abgenommen hat, war Portugal im Jahr 2003 immer noch das Land mit dem weltweit höchsten Konsum eingesalzenen Kabeljaus (30 kg pro Kopf im Jahr).
Im 21. Jahrhundert beschränkt sich die portugiesische Bacalhau-Produktion auf die Verarbeitung importierten Kabeljaus, die kulinarische Tradition wird jedoch nicht zuletzt durch die einflussreiche Industrie weiter propagiert und wachgehalten. Der Herstellungsprozess ist seit 2014 als Garantiert traditionelle Spezialität anerkannt und geschützt.

## Garantiert traditionelle Spezialität
Am 23. April 2014 wurde Bacalhau de Cura Tradicional Portuguesa auf Antrag der Associação dos Industriais do Bacalhau als garantiert traditionelle Spezialität in der EU registriert.

## Bekannte Zubereitungen

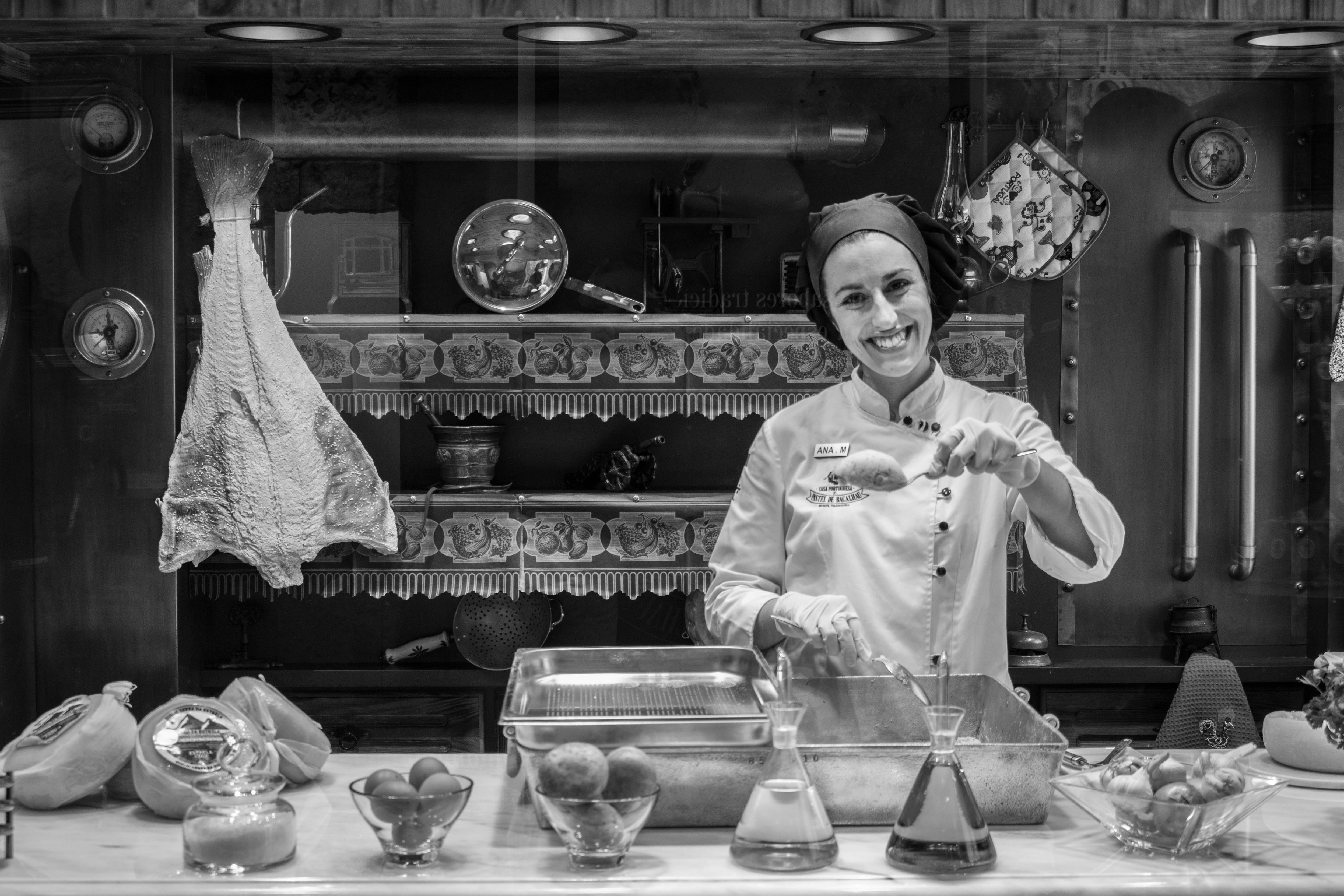
Köchin eines Restaurants bei der Zubereitung

In Portugal und Brasilien wird Bacalhau traditionell zu einer Vielzahl verschiedener kulinarischer Gerichte verarbeitet. Ein Sprichwort behauptet, dass es 365 verschiedene Rezepte gibt, für jeden Tag des Jahres eines, ein anderes Sprichwort nennt sogar über 1000 Rezepte.
- Bolinhos de Bacalhau (kleine frittierte Kügelchen aus Kartoffeln, Klippfisch, Petersilie etc.)
- Bacalhau à Brás (Klippfisch, der mit Kartoffelstiften und Zwiebeln gebraten wird, zuletzt werden verquirlte Eier hinzugefügt)
- Bacalhau à Gomes de Sá (die bekannteste Variation ist die aus Porto)
- Bacalhau com Natas (Klippfisch mit Sahne)
- Bacalhau à Zé do Pipo